# Illud Divinum Insanus
Illud Divinum Insanus címmel jelent meg az amerikai death metal együttes Morbid Angel nyolcadik nagylemeze 2011. június 7-én a Season of Mist gondozásában. Az album elődje a 2003-as Heretic volt, így az Illud Divinum Insanus számít a leghosszabb ideig készülő Morbid Angel albumnak. A cím egy latin kefejezés helytelen megfelelője, a helyes változat az  „illud divinum insanum” lenne.
Az Illud Divinum Insanus a korábban csak turnékon szereplő gitáros Destructhor első albuma a zenekarral, egyben ez a korongon újra hallható David Vincent, aki utoljára az 1995-ös Domination albumon dolgozott a zenekarral. Ugyanakkor ez az együttes első olyan korongja, melyet nem Pete Sandoval dobolt fel. Sandoval porckorong kopása miatt nem tudta vállalni a felvételeket, így a korongon Tim Yeung (Hate Eternal, Divine Heresy stb.) játéka hallható.
Az album munkálatai már 2006-ban elkezdődtek, és eredetileg már 2007-ben megjelent volna. A zenekar azonban folyamatosan átlépte a határidőt, miközben rendre adott koncerteket is. A fellépéseken egy új dal a Nevermore is elhangzott, mely kislemezen is megjelent.

## Promóció és megjelenés
A lemez borítóját 2011. március 30-án hozták nyilvánosságra, melyet Gustavo Sazes készített. Sazes elmondta, hogy büszke a munkájára és reméli, hogy a rajongók is értékelni fogják a lemez külcsínét. A számlista és az anyag megjelenési formái 2011. április 5-én kerültek nyilvánosságra.
A megjelenést a Nevermore kislemez előzte meg, mely május 16-ától digitálisan letölthető, de bakelit kislemezként is megjelent. Az anyagon a Destructos vs. The Earth című új szerzemény remix változata is megtalálható a norvég COMBICHRIST jóvoltából.

## Számlista
1. Omni Potens
2. Too Extreme!
3. Existo Vulgoré
4. Blades for Baal
5. I Am Morbid
6. 10 More Dead
7. Destructos Vs. the Earth / Attack
8. Nevermore
9. Beauty Meets Beast
10. Radikult
11. Profundis – Mea Culpa

## Közreműködők
- David Vincent – basszusgitár, ének
- Trey Azagthoth – gitár
- Destructhor – gitár
- Tim Yeung – dob